# Windows Phone
Windows Phone je mobilni operacijski sustav tvrtke Microsoft i nasljednik je Windows Mobile operacijskog sustava. Za razliku od prethodnika, primarno ciljno tržište Windows Phonea su potrošači, dok su kod Windows Mobile sustava ciljno tržište bili poslovni korisnici. Sam sustav izašao je početkom 2011., iako je prvotno izlazak bio planiran u listopadu 2010. Ono po čemu se Windows Phone razlikuje od svih dotadašnjih Microsoftovih operacijskih sustava je korisničko sučelje Metro.

## Inačice

### Windows Phone 7
Windows Phone 7 prethodnik je  Windows Phonea 8 i prva inačica Windows Phonea. Postao je dostupan 21. listopada 2010. Primio je dvije velike nadogradnje:  Windows Phone 7.5 (Mango) i  Windows Phone 7.8.

### Windows Phone 8
Windows Phone 8, kodnog imena Apollo je noviji operativni sustav razvijen u Microsoftu za mobilne uređaje. Nasljednik je operativnog sustava Windows Phone 7.8. Najznačajnija promjena u odnosu na prethodnika je korištenje NT kernela čime će se proizvođačima olakšati izrada aplikacija za Windows 8 i Windows Phone 8.
Operativni sustav je u razvoju od 2011., a bio je predstavljen 29. listopada 2012. u San Franciscu, samo nekoliko dana nakon predstavljanja Windowsa 8.

### Windows Phone 8.1
Windows Phone 8.1 posljednja je inačica Microsoftovog operacijskog sustava za pametne telefone.  Donosi brojna poboljšanja i novosti u odnosu na prethodnika, Windows Phone 8, od kojih su najznačajnija:
- Akcijski centar
- Cortana
- Wi-Fi sense, Battery sense, Data Sense
- pozadinske slike na Start ekranu
- novi API-evi
- itd.

Nakon Windows Phonea 8.1, Microsoft je izdao Windows 10 Mobile.

## Vanjske poveznice
- Windows Phone službena stranica
- Windows Phone 7 : 22 minutni demo
- Microsoft Expression Blend za Windows Phone
- (en) Techradar.com - Predstavljanje Windows Phone 8 i detalji OS-a